# 千葉衛 (洋画家)
千葉 衛（ちば まもる、1911年 - 1973年）は、日本の画家、美術教育者。現在の宮城県大崎市出身。

## 略歴

### 幼少期・学生時代（1911年 - 1930年代）
宮城県遠田郡田尻町（現在の大崎市）に生まれる。幼少期から絵画に興味を持ち、地元の小学校・中学校で才能を発揮した。旧制古川中学校（現在の宮城県古川高等学校）を卒業後東京美術学校（現在の東京芸術大学）に進学し、洋画を学ぶ。在学中から光風会や東光会に作品を出品し、頭角を現した。1930年代には帝展（帝国美術展覧会）に初入選し、画家としての将来が期待されるようになる。しかし、当時の日本は戦争の時代に突入し、画家としての活動が制限される状況となる。

### 戦時中・台湾時代（1930年代後半 - 1945年）
東京美術学校研究科に進学したものの、戦時下の影響もあり研究科を中退した。その後台湾に渡り、現地で美術教育に携わる。日本統治下の台湾では、西洋美術の技法を学ぶ機会が限られていたが、千葉衛はそこで美術教師としての経験を積みながら、独自の制作活動を続けた。しかし、1945年（昭和20年）の日本の敗戦により、台湾からの引き揚げを余儀なくされ、故郷の宮城県へ戻ることとなる。

### 戦後の活動（1945年 - 1973年）
戦後の混乱の中、千葉衛は宮城県仙台市に拠点を移し、美術教育者として活動を再開する。当時の仙台では戦災によって文化・芸術の復興が求められており、彼はその再興に尽力した。特に光旗会の結成に関わるなど、地方美術界の振興に大きな役割を果たした。光旗会は、戦後の宮城県における美術家たちの交流・発表の場として機能し、多くの若手画家を育てることとなった。また、光風会や東光会の展覧会にも出品し続け、宮城県内外でその作品は高く評価された。彼の作風は、フランス印象派の影響を受けながらも、東北地方の風土を色濃く反映したもので、特に風景画に優れた作品を残している。1973年（昭和48年）、62歳で死去した。

## 作風と影響
千葉衛の作品は、西洋絵画の技法を基礎としながらも、東北の自然や日本人の感性を表現することに重点を置いた。印象派の影響を受けつつも、色彩の重なりや筆遣いに独自の特徴があり、東北地方の空気感や湿度を感じさせる作品が多い。また、美術教育者としても多くの若手画家を育成し、宮城県の美術発展に貢献した。その影響は、のちの宮城県出身の画家たちにも見られる。

## 時代背景
千葉衛が生きた時代（1911年 - 1973年）は、日本の洋画界にとって大きな変革の時期であった。

### 明治期 - 大正期（1911年 - 1920年代）
黒田清輝らによってフランス印象派の影響が広まり、日本の洋画が発展した。

### 昭和初期（1930年代）
文展・帝展を中心に、洋画が本格的に日本に根付く。千葉衛もこの時期に活動を開始した。

### 戦時中（1940年代）
戦争の影響で、美術活動が制限される。戦争画の制作を求められる画家も多かったが、千葉衛は台湾で教育に従事した。

### 戦後復興期（1950年代）
戦後の混乱の中、地方美術界の復興が進む。千葉衛も仙台で美術教育と創作活動を行う。

### 高度経済成長期（1960年代）
経済成長とともに、美術市場も活性化した。しかし、東京を中心とした美術界に対し、地方の画家の活動はやや影が薄くなる。千葉衛は、戦争による混乱を経験しながらも、地方美術界の発展に尽力した画家の1人といえる。

## 受賞歴
- 第15回帝展入選

## 代表的な絵画作品
千葉衛の作品は、現在も宮城県内の美術館や個人蔵として残っているとされるが、大規模な回顧展は行われていない。そのため、美術市場などで作品が出回ることは少ない。